# Roodschoudertangare
De roodschoudertangare (Tachyphonus phoenicius) is een zangvogel uit de familie Thraupidae (tangaren).

## Verspreiding en leefgebied
Deze soort komt voor van de Guyana's en zuidelijk Venezuela tot noordoostelijk Peru en amazonisch Brazilië.